# هلموت هرمان
هلموت هرمان (انگلیسی: Helmut Hermann؛ زادهٔ ۱۶ دسامبر ۱۹۶۶) بازیکن فوتبال اهل آلمان است.
از باشگاه‌هایی که در آن بازی کرده‌است می‌توان به باشگاه فوتبال کارلسروهه اشاره کرد.